# Die Flippers
Die Flippers erano un gruppo musicale tedesco, in attività dal 1964 al 2011 e dedito ai generi pop-Schlager. Componenti del gruppo furono Roland Bausert (dal 1966 al 1979 e nel 1985), Olaf Malolepski, Albin Bucher (dal 1980 al 1984), Manfred Durban, Bernd Hengst, Claus Backhaus, Manfred Mössner, Manfred Hehl, Hans Springer, e Harald Authenrieth.
Si tratta del gruppo Schlager di maggiore successo negli anni settanta: nel corso della propria carriera, il gruppo pubblicò 130 album (di cui 42 album in studio) e si aggiudicò vari premi (tra cui per 13 volte la Goldene Stimmgabel).
Tra i singoli di maggiore successo del gruppo, figurano Isabella, Nur mit Dir allein, Die rote Sonne von Barbados, Sha La La, I Love You, Weine nicht, kleine Eva, ecc.

## Storia
Il gruppo viene fondato nel 1964 con il nome di "Dancing Band" da Claus Backhaus, Manfred Durban, Franz Halmich, Manfred Hehl, Manfred Mössner e Hans Springer.
L'anno seguente, il nome del gruppo viene cambiato in "Dancing Show Band". Sempre nel 1965, lascia il gruppo Hans Springer ed entra nella formazione Bernd Hengst; due anni dopo, entra nella formazione anche Olaf Malopeski.
Nel 1969, il gruppo pubblica il singolo di successo Weine nicht, kleine Eva, prodotto da Willi Sommer, optando per la denominazione definitiva "Die Flippers". In quello stesso anno, il gruppo acquisisce un a notevole fama a livello nazionale grazie a partecipazioni in programmi televisivi della ZDF.
L'anno seguente il gruppo pubblica l'album eponimo di debutto. L'uscita del primo album è preceduta da quella del secondo singolo Sha La La, I Love You, che ottiene un notevole successo.
Il repentino successo procura ai Flippers nel 1971 una menzione nella rivista statunitense Music Record World, che li definisce "il gruppo più amato della Germania".
Tra il 1975 e il 1978 i concerti dei Flippers risultano essere sempre sold-out in tutta la Germania meridionale. Tuttavia le vendite di dischi risultano essere in calo  e i membri del gruppo faticano a "sbarcare il lunario" e sono costretti durante la settimana, tra un concerto e l'altro, a svolgere altre attività lavorative per mantenere le proprie famiglie
La crisi di vendite porta, nel 1979, all'abbandono del gruppo da parte di Roland Bausert, una delle voci del gruppo. In seguito, altri componenti decideranno, per lo stesso motivo, di abbandonare il gruppo.
Nel 1984, fanno così parte del gruppo soltanto Manfred Durban, Bernd Hengst ed Olof Malopeski.
L'anno seguente coincide con il ritorno del gruppo sulla scena discografica con la pubblicazione dell'album Auf rote Rosen fallen die Tränen e nel 1986 il gruppo torna in vetta alla hit parade dei singoli della ZDF grazie a Die rote Sonne von Barbados.
Nel corso degli anni novanta, i Flippers sono in tournée in varie località turistiche quali Maiorca, il lago di Garda, ecc e nel 1999, il gruppo festeggia i 30 anni di attività discografica davanti a 13.000 fans.
Nel 2004, esce il singolo di successo Isabella. Sempre nello stesso anno, il gruppo festeggia il quarentennale della fondazione davanti a 150.000 persone.
L'anno seguente il gruppo si separa dal produttore Uwe Busse.
Tra il novembre 2010 e il marzo 2011, il gruppo si esibisce in una serie di concerti, dopo aver reso nota la decisione di sciogliersi definitivamente. L'annuncio dell'addio del gruppo alla scena musicale viene dato nel 2010 nel corso della trasmissione televisiva, condotta da Alfred Biolek, Frühlingsfest der Volksmusik.

## Discografia parziale

### Album
- 1970: Die Flippers
- 1971: Alles Liebe
- 1973: Komm auf meine Insel
- 1975: Das schönste im Leben
- 1975: Die schönsten Volkslieder
- 1976: Von Herz zu Herz
- 1977: Marlena
- 1978: Kinder des Sommers
- 1978: Von Gestern bis Heute
- 1979: Heimweh nach Tahiti
- 1980: Immer nur träumen
- 1981: Wünsche fliegen übers Meer
- 1983: Ich halt zu Dir
- 1984: Ich kann den anderen in deinen Augen sehen
- 1985: Auf rote Rosen fallen Tränen
- 1986: Nur wer die Sehnsucht kennt
- 1987: Aus Liebe weint man nicht
- 1987: Träume, Liebe, Sehnsucht- Ihre größten Erfolge
- 1987: Weihnachten mit den Flippers
- 1988: Nur für dich
- 1989: Liebe ist ...
- 1989: Lotosblume
- 1990: Sieben Tage Sonnenschein
- 1991: Liebe ist ... 2
- 1991: Träume einer Nacht
- 1992: Liebe ist eine Rose
- 1993: Sehnsucht nach irgendwo
- 1994: Unsere Lieder
- 1994: Sayonara
- 1995: Sommersprossen
- 1996: Liebe ist ... 3
- 1996: Rote Sonne weites Land
- 1997: Ein Herz aus Schokolade
- 1998: Das Leben ist eine Wundertüte
- 1999: Das Hit auf Hit-Party-Album
- 1999: Maskenball
- 2000: Der Floh in meinem Herzen
- 2001: Das muss doch Liebe sein
- 2002: Isabella
- 2003: Immer immer wieder
- 2004: 35 Jahre - Ein Leben für die Zärtlichkeit
- 2004: Solang in uns ein Feuer brennt
- 2005: Hundertmal
- 2006: Du bist der Oscar meines Herzens
- 2007: Kein Weg zu weit
- 2008: Ay, Ay Herr Kapitän
- 2009: Aloha He Stern der Südsee
- 2010: Es war eine wunderschöne Zeit
- 2011: Fernweh
- 2011: Best of: alle grossen Hits aus 42 Jahren

## Filmografia
- Tach, Herr Dokter! - Der Heinz-Becker-Film, regia di Gernot Roll e Gerd Dudenhöffer (1999)

## Premi e riconoscimenti (lista parziale)
- 1988: Goldene Stimmgabel
- 1991: Goldene Stimmgabel
- 1994: Goldene Stimmgabel
- 1995: Echo
- 1995: Goldene Stimmgabel
- 1996: Goldene Stimmgabel
- 1998: Goldene Stimmgabel
- 1999: Goldene Stimmgabel
- 2000: Echo
- 2000: Goldene Stimmgabel
- 2002: Goldene Stimmgabel
- 2003: Goldene Stimmgabel
- 2004: Goldene Stimmgabel
- 2011: Krone der Volksmusik